# Octan
Octan(オクタン)はデンマークのプラスチック製の組み立てブロックの玩具レゴに登場する架空の石油会社。1992年から使用を開始した。Octanの名前はレゴ社によって商標登録されている。
1992年以前は、実在する企業のShellとExxonが使用されていた。それ以後もShellのロゴは、プロモーションセットで使用され続けたが、 2014年にレゴ社は、環境保護団体グリーンピースからの抗議で、シェルとの販売契約を更新しないと発表。
ちなみに同音のoctaneは、飽和炭化水素の呼称で、ガソリンのエンジン内での自己着火のしにくさ、ノッキングの起こりにくさを示す数値のオクタン価としても知られる単語である。
OctanはPCゲームのLego Islandなどでガソリンスタンドとして登場し、同社はレースのスポンサーも務めている。 